# منزل الحاج علي عابدين مشيري
منزل الحاج علي عابدين مشيري (بالفارسية: خانه حاج‌علی عابدین مشیری) هو منزل تاريخي يعود إلى عصر القاجاريون، ويقع في أراك.